# Gaoleshan (häradshuvudort i Kina, Hubei Sheng, lat 29,68, long 109,14)
Gaoleshan (kinesiska: 高乐山, 高乐山镇) är en häradshuvudort i Kina. Den ligger i provinsen Hubei, i den centrala delen av landet, omkring 500 kilometer väster om provinshuvudstaden Wuhan. Antalet invånare är 81 220. Befolkningen består av 40 190 kvinnor och 41 030 män. Barn under 15 år utgör 17,0 %, vuxna 15-64 år 73 %, och äldre över 65 år 8,0 %.
Runt Gaoleshan är det tätbefolkat, med 257 invånare per kvadratkilometer. Gaoleshan är det största samhället i trakten. I omgivningarna runt Gaoleshan växer i huvudsak blandskog.
Genomsnittlig årsnederbörd är 1 647 millimeter. Den regnigaste månaden är september, med i genomsnitt 269 mm nederbörd, och den torraste är december, med 17 mm nederbörd.